# グラディアトラス
グラディアトラス(Gladiatorus)とはアメリカ合衆国生産、イタリア・UAE調教の競走馬、種牡馬。主な勝ち鞍に2009年のドバイデューティーフリー、ヴィットーリオ・ディ・カープア賞、アルファヒディフォート。
日本語では、グラディアトゥーラスと表記される場合もある。

## 経歴
- 特記事項なき場合、本節の出典はRacing Post[1]、EQIBASE[3]、JBISサーチ[5]

2007年6月7日、ナプレス競馬場での未勝利競走でデビューし、1着。続く重賞競走初出走のG3競走プリミパッシ賞での6着を挟み、条件ステークスとリステッド競走のパルテノペオクリテリウムとヴァレシノクリテリウムを勝って3連勝とする。1戦2着ののちトスカーナ賞とルモン賞の2つのリステッド競走を勝ってイタリアグランクリテリウムにランフランコ・デットーリ騎乗で臨んだが、1番人気シンティロに半馬身遅れた2着に終わる。このあと長期休養に入り2008年はレースに出走することはなく、その間にゴドルフィンにトレードされ厩舎も2008年3月6日にサイード・ビン・スルール厩舎に移り、休養中のまま2009年1月20日からはムバラク・ビン・シャフヤ厩舎に属することとなって馬主もマンソール・ビン・モハメド・アル・マクトゥームに代わった。
4歳を迎え、転厩初戦かつ約1年3か月ぶりの実戦となった1月22日ナドアルシバ競馬場でのハンデキャップ競走ジャガー・XFトロフィーに出走し、転厩後初勝利を挙げた。続く2月19日のアルファヒディフォートを勝って重賞競走初勝利を挙げ、3月28日のドバイデューティーフリーでは2着プレスヴィスに3馬身4分の1差をつけて勝利、3連勝でG1競走初勝利を挙げた。レース後の4月からは再びゴドルフィンの所有馬となってサイード・ビン・スルール厩舎に再度転厩。6月アスコット競馬場でのクイーンアンステークスに1番人気で出走したが、パコボーイの6着。8月16日のジャック・ル・マロワ賞はゴルディコヴァの8着、9月6日のムーラン・ド・ロンシャン賞もアクラームの5着に終わったが、10月11日のヴィットーリオ・ディ・カープア賞は2着ウィンフォーシュアに4馬身2分の1差つけて勝利。その後はアメリカに遠征し、11月7日のブリーダーズカップ・マイルに出走したがゴルディコヴァの9着に終わって、これが最後の競馬となった。
引退後はイタリアで種牡馬となり、2020年の時点では種付け料2000ユーロで供用されている。

## 競走成績
以下の内容は、Racing Post、EQIBASE、JBISサーチの情報および記載法に基づく。
| 出走日     | 競馬場       | 競走名                           | 格 | 距離（馬場）    | 頭数 | 枠番 (Draw) (PP) | 馬番 (horse No.) (Pgm) | 着順 | 騎手            | 斤量（st./lb./kg換算） | タイム  | 着差          | 勝ち馬/（2着）馬      |
| ---------- | ------------ | -------------------------------- | -- | --------------- | ---- | ---------------- | ---------------------- | ---- | --------------- | ---------------------- | ------- | ------------- | --------------------- |
| 2007.06.07 | ナプレス     | 未勝利競走                       |    | 芝7f（Gd）      | 6    |                  |                        | 1着  | C. フィオッチ   | 8-10（122/55.5）       | 1:26.2  | 1馬身3/4      | （Jay Force）         |
| 0000.06.16 | サンシーロ   | プリミパッシ賞                   | G3 | 芝6f（GS）      | 11   | 10               | 5                      | 6着  | L. マニエッツィ | 8-11（123/55.5）       |         | （7馬身1/2）  | Magritte              |
| 0000.07.01 | ナプレス     | 条件S                            |    | 芝77f110y（Gd） | 7    |                  |                        | 1着  | C. フィオッツィ | 8-7（119/54）          | 1:29.0  | 3馬身         | （Golden Virginy）    |
| 0000.07.15 | ナプレス     | パルテノペオクリテリウム         | L  | 芝7f110y（Gd）  | 7    |                  |                        | 1着  | C. フィオッチ   | 8-11（123/55.5）       | 1:29.1  | 短首          | （Diocleziano）       |
| 0000.08.04 | ヴァレーゼ   | ヴァレシノクリテリウム           | L  | 芝1m（Gd）      | 7    |                  |                        | 1着  | L. マニエッツィ | 9-2（128/58）          |         | 1馬身1/2      | （Dematil）           |
| 0000.08.19 | リヴォルノ   | ラブロニコクリテリウム           | L  | 芝7f110y（Gd）  | 9    |                  |                        | 2着  | C. フィオッツィ | 9-0（126/57）          |         | （2馬身）     | Yacht Woman           |
| 0000.09.09 | フィレンツェ | トスカーナ賞                     | L  | 芝7f110y（Gd）  | 6    |                  |                        | 1着  | C. フィオッツィ | 9-4（130/59）          | 1:34.0  | 1馬身         | （Eldest）            |
| 0000.09.30 | カパネッレ   | ルモン賞                         | L  | 芝1m（Hy）      | 7    |                  |                        | 1着  | G. マルセリ     | 8-12（124/56）         | 1:38.90 | 3馬身1/2      | （Cima on Fly）       |
| 0000.10.14 | サンシーロ   | 伊グランクリテリウム             | G1 | 芝1m（Gd）      | 9    | 5                | 5                      | 2着  | L. デットーリ   | 8-12（124/56）         |         | （1/2馬身）   | Scintillo             |
| 2009.01.22 | ナドアルシバ | ジャガー・XFトロフィー           |    | 芝7f110y（Gd）  | 8    | 2                | 3                      | 1着  | A. アジュデビ   | 8-8（120/54.5）        | 1:29.35 | 2馬身1/2      | （Calming Influence） |
| 0000.02.19 | ナドアルシバ | アルファヒディフォート           | G2 | 芝1m（Gd）      | 7    | 6                | 6                      | 1着  | R. フレンチ     | 9-0（126/57）          | 1:36.67 | 5馬身3/4      | （Hunting Tower）     |
| 0000.03.28 | ナドアルシバ | ドバイデューティーフリー         | G1 | 芝1m194y（Gd）  | 16   | 2                | 2                      | 1着  | A. アジュデビ   | 9-0（126/57）          | 1:46.92 | 3馬身1/4      | （Presivis）          |
| 0000.06.16 | アスコット   | クイーンアンS                    | G1 | 芝1m（GF）      | 9    | 1                | 6                      | 6着  | A. アジュデビ   | 9-0（126/57）          |         | （19馬身1/2） | Paco Boy              |
| 0000.08.16 | ドーヴィル   | ジャック・ル・マロワ賞           | G1 | 芝1m（Gd）      | 9    | 5                | 3                      | 8着  | L. デットーリ   | 9-3（129/58.5）        |         | （20馬身1/2） | Goldikova             |
| 0000.09.09 | ロンシャン   | ムーラン・ド・ロンシャン賞       | G1 | 芝1m（GS）      | 9    | 9                | 5                      | 5着  | A. アジュデビ   | 9-2（128/58）          |         | （4馬身1/2）  | Aqlaam                |
| 0000.10.11 | サンシーロ   | ヴィットーリオ・ディ・カープア賞 | G1 | 芝1m（Sft）     | 11   | 11               | 4                      | 1着  | A. アジュデビ   | 9-0（126/57）          | 1:38.00 | （4馬身1/2）  | Win for Sure          |
| 0000.11.07 | サンタアニタ | ブリーダーズカップ・マイル       | G1 | 芝1m（Fm）      | 11   | 9                | 9                      | 9着  | A. アジュデビ   | 9-0（126/57）          |         | （9馬身3/4）  | Goldikova             |

- 馬場状態： Fm=Firm, GF=Good to Firm, Gd=Good, GS=Good to Soft, Sft=Soft, Hy=Heavy

## 血統表
| グラディアトラスの血統 | グラディアトラスの血統        | グラディアトラスの血統        | （血統表の出典）              | （血統表の出典） |
| 父系                   | ブラッシンググルーム系        | ブラッシンググルーム系        | ブラッシンググルーム系        | [ § 2 ]          |
| 父 Silic 1995 鹿毛     | 父の父Sillery 1988 鹿毛       | Blushing Groom                | Red God                       | Red God          |
| 父 Silic 1995 鹿毛     | 父の父Sillery 1988 鹿毛       | Blushing Groom                | Runaway Bride                 |                  |
| 父 Silic 1995 鹿毛     | 父の父Sillery 1988 鹿毛       | Silvermine                    | *ベリファ                     | *ベリファ        |
| 父 Silic 1995 鹿毛     | 父の父Sillery 1988 鹿毛       | Silvermine                    | Sevres                        |                  |
| 父 Silic 1995 鹿毛     | 父の母Balletomane 1988 栗毛   | Sadler's Wells                | Northern Dancer               | Northern Dancer  |
| 父 Silic 1995 鹿毛     | 父の母Balletomane 1988 栗毛   | Sadler's Wells                | Fairy Bridge                  |                  |
| 父 Silic 1995 鹿毛     | 父の母Balletomane 1988 栗毛   | Franconia                     | *ラインゴールド               | *ラインゴールド  |
| 父 Silic 1995 鹿毛     | 父の母Balletomane 1988 栗毛   | Franconia                     | Miss Glasso                   |                  |
| 母 Gmaasha 1989 栗毛   | 母の父Kris 1976 栗毛          | Sharpen Up                    | *エタン                       | *エタン          |
| 母 Gmaasha 1989 栗毛   | 母の父Kris 1976 栗毛          | Sharpen Up                    | Rocchetta                     |                  |
| 母 Gmaasha 1989 栗毛   | 母の父Kris 1976 栗毛          | Doubly Sure                   | Reliance                      | Reliance         |
| 母 Gmaasha 1989 栗毛   | 母の父Kris 1976 栗毛          | Doubly Sure                   | Soft Angels                   |                  |
| 母 Gmaasha 1989 栗毛   | 母の母Al Bahathri 1982 栗毛   | Blushing Groom                | Red God                       | Red God          |
| 母 Gmaasha 1989 栗毛   | 母の母Al Bahathri 1982 栗毛   | Blushing Groom                | Runaway Bride                 |                  |
| 母 Gmaasha 1989 栗毛   | 母の母Al Bahathri 1982 栗毛   | Chain Store                   | Nodouble                      | Nodouble         |
| 母 Gmaasha 1989 栗毛   | 母の母Al Bahathri 1982 栗毛   | Chain Store                   | General Store                 |                  |
| 母系(F-No.)            | (FN:9-e)                      | (FN:9-e)                      | (FN:9-e)                      | [ § 3 ]          |
| 5代内の近親交配        | Blushing Groom 3 × 3 = 25.00% | Blushing Groom 3 × 3 = 25.00% | Blushing Groom 3 × 3 = 25.00% | [ § 4 ]          |
| 出典                   | 1. 2. 3. 4.                   | 1. 2. 3. 4.                   | 1. 2. 3. 4.                   | 1. 2. 3. 4.      |

- 主な近親にビッグオレンジ（ゴールドカップなど）、ミリタリーアタック（クイーンエリザベス2世カップ、シンガポール航空国際カップなど）[11]